# N2,N2-Dimethylguanosin
N2,N2-Dimethylguanosin (m22G) ist ein seltenes Nukleosid und kommt in der tRNA und rRNA vor. Es besteht aus der β-D-Ribofuranose (Zucker) und dem N2,N2-Dimethylguanin. Es ist ein Derivat des Guanosins, welches an der Aminogruppe zweifach methyliert ist.
Weitere dimethylierte Nukleinbasen sind N4,N4-Dimethylcytidin und N6,N6-Dimethyladenosin.

## Eigenschaften
Es sitzt in der tRNAAla und tRNATyr – meistens an Position 26 – als „Scharnier“ zwischen dem Dihydrouracil-Arm und dem Anticodon-Arm. Die Modifizierung des Guanins erfolgt durch N2,N2-Dimethylguanosin-tRNA-methyltransferasen (EC 2.1.1.213, EC 2.1.1.215, EC 2.1.1.216). Die Methylgruppe wird durch S-Adenosylmethionin bereitgestellt.

Eine tRNA^{Ala} aus S. cerevisiae. N^{2},N^{2}-Dimethylguanosin ist hier mit m^{2}_{2}G gekennzeichnet.

Aufgrund der zweifachen Methylierung in der 2-Position ist eine Basenpaarung mit Cytosin nicht möglich. Allerdings ist eine Paarung mit dem gegenüberliegenden Adenin in der Position 44 möglich.
N2,N2-Dimethylguanosin wird im Gegensatz zu anderen Nukleosiden nicht zu Harnsäure abgebaut, sondern unverändert mit dem Urin ausgeschieden.